# VIVO (Software)
VIVO ist eine webbasierte Open-Source-Software zur Verwaltung und Repräsentation von Forschungsinformationen über Forschende und Wissenschaftler. VIVO basiert auf Linked-Data-Techniken, um Personen, ihre Kompetenzen und ihre Forschungsaktivitäten darzustellen.

## Geschichte
VIVO wurde ursprünglich ab 2003 an der Cornell University entwickelt. Im Jahr 2009 gewährten die National Institutes of Health der University of Florida, der Cornell University, der Indiana University, dem Weill Cornell Medical College und anderen Einrichtungen eine Förderung in Höhe von 12,2 Millionen Dollar, um die Software für die Nutzung außerhalb der Cornell University zu erweitern. In den folgenden Jahren entwickelte sich VIVO zu einer community-gestützten Software mit Anwendern und Entwicklern auf der ganzen Welt. Die deutschsprachige Community trifft sich regelmäßig bei den deutschen VIVO-Workshops. Auf internationaler Ebene gibt es eine jährliche Konferenz.
Inzwischen wird VIVO von über 150 Hochschulen und außeruniversitären Forschungseinrichtungen in über 25 Ländern eingesetzt, darunter u. a. die Duke University, University of Miami, Texas A&M in den USA, die Università degli Studi di Milano in Italien und das Tecnológico de Monterrey in Mexiko. In Deutschland wird VIVO beispielsweise von der Hochschule Mittweida, der Universität Osnabrück und der Technischen Informationsbibliothek (TIB) eingesetzt. An der TIB dient VIVO auch als Ausgangsbasis für verschiedene Forschungs- und Entwicklungsprojekte.
Das VIVO-Projekt hat ein organisatorisches Dach bei der Non-Profit-Organisation Lyrasis. Bis zur Fusionierung mit Lyrasis war das VIVO-Projekt Teil von DuraSpace.

## Ontologie
Die VIVO-Ontologie umfasst Teile verschiedener etablierter Ontologien, darunter Dublin Core, Basic Formal Ontology, Bibliographic Ontology, FOAF und SKOS. Sie kann verwendet werden, um verschiedene Aktivitäten und Rollen von Personen im Wissenschaftsbetrieb zu beschreiben, zum Beispiel Tätigkeiten in Forschung, Lehre und Aktivitäten für die wissenschaftliche Community wie zum Beispiel Begutachtungstätigkeiten oder Nachwuchsförderung.